# Подимка
Поди́мка — село в Україні, у Глодоській сільській громаді Новоукраїнського району Кіровоградської області. Населення становить 105 осіб. Орган місцевого самоврядування — Глодоська сільська рада.

## Населення
Згідно з переписом УРСР 1989 року чисельність наявного населення села становила 129 осіб, з яких 56 чоловіків та 73 жінки.
За переписом населення України 2001 року в селі мешкало 105 осіб. 100 % населення вказало своєю рідною мовою українську мову.

## Відомі люди

Гапоненко Станіслав Анатолійович (жалобне фото)

Гапоненко Станіслав Анатолійович (21.07.69 - 19.10.2022) — військовослужбовець Збройних сил України, учасник російсько-української війни, що загинув у ході російського вторгнення у 2022 році.